# Stenugn

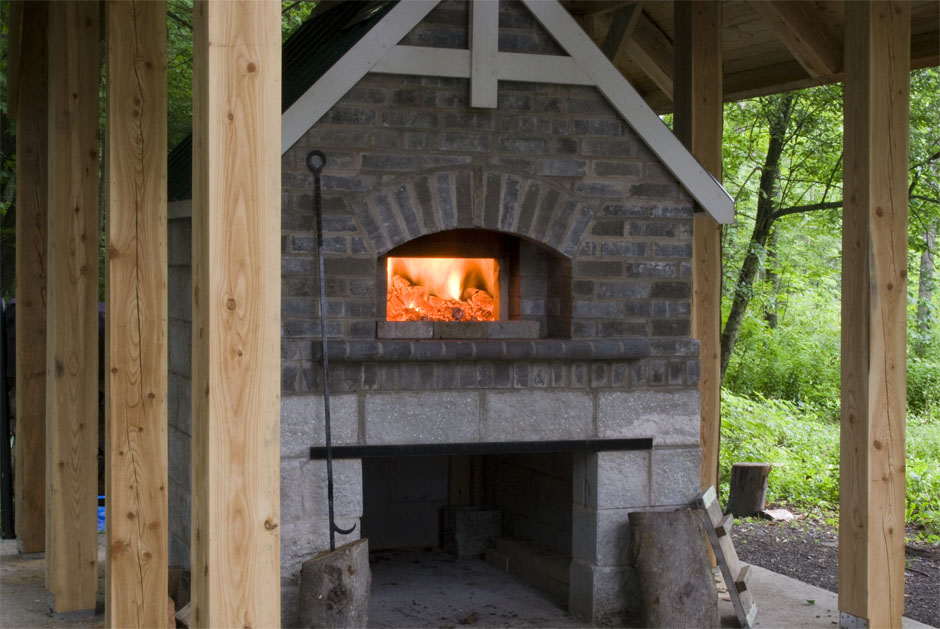
En stenugn.

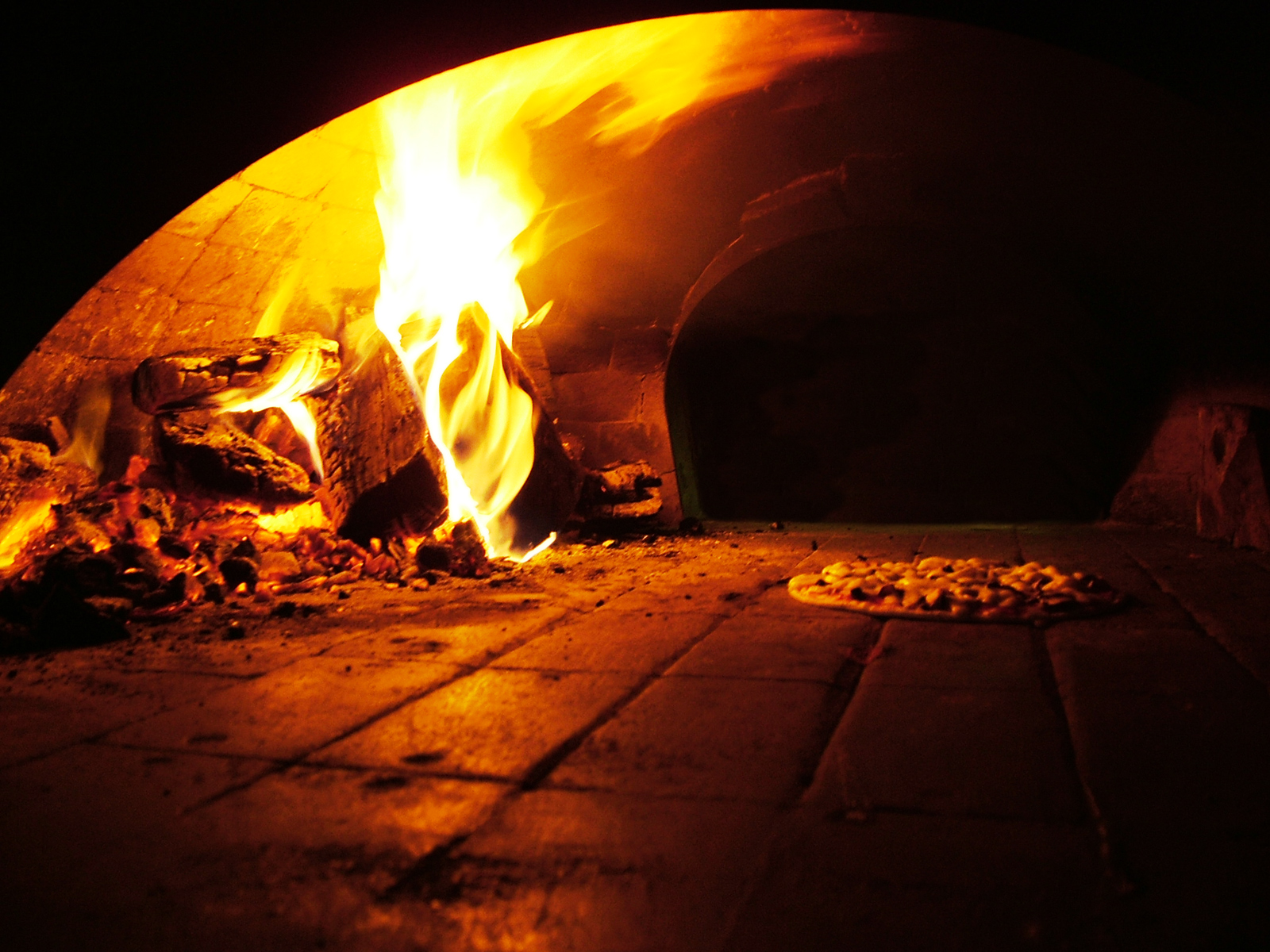
Inuti en pizzaugn.

En stenugn är det vardagliga namnet på en murad ugn. Stenugnen består av en bakningskammare gjord av eldfast tegel, betong, lera eller liknande. Äldre stenugnar var ofta vedeldade vilket betyder att elden drevs av ved/trä eller koleldade vilket betyder att elden drevs av kol. Dessa ugnar var vanliga på 1900-talet men har nu ersatts av modernare stenugnar. De moderna stenugnarnas eld drivs idag av naturgas eller elektricitet och dessa moderna ugnar förknippas allt som oftast med pizza då pizzerior använder sig av stenugnar för att grädda pizzorna, förr var användningsområdet dock mycket bredare och involverade även matlagningsuppgifter.

## Teknik
På kvällen innan man skall baka gör man upp en liten brasa i stenugnen och låter den brinna ut så att all fukten försvinner. Tidigt nästa morgon början man elda ordentligt i 4 till 5 timmar så att temperaturen kommer upp i cirka 300 grader Celsius. När denna temperatur är uppnådd och hela ugnen är varm, det vill säga alla tegelstenar är det dags för att ta bort all glöden. Den skall tas bort snabbt och sedan skall ugnen rengöras. Det kan göras på flera olika vis men det viktiga är att snabbt tvätta av väggarna och ugnsskivan, vilket lätt kan göras med ett fuktigt tygstycke fäst på en lång käpp. Därefter skall ugnen vara stängd ett tag tills temperaturen sjunkit med cirka 30 grader och då är det dags att börja baka. 

## Risker
En risk med att elda i en vedeldad stenugn är kolmonoxidförgiftning. Kolmonoxid är en giftig doftlös gas som bildas när bland annat fossila bränslen inte oxiderar fullständigt till koldioxid. Detta kan ske till exempel när en ofullständig förbränning av gasol sker. Kolmonoxiden bildas ofta i mindre utrymmen så som till exempel en stenugn.